# Powervolley Milano
El  Powervolley Milano  es un equipo de voleibol italiano de la ciudad de Milán.

## Historia
Fundado en 2010 disputa su primera temporada en la B2, la cuarta serie de Italia, consiguiendo el ascenso en la B1; sin embargo el club cierra su actividad por un año y no participa en la nueva categoría hasta la temporada 2012-13. En verano de 2013 sube a la A2 adquiriendo el derecho del Volley Lupe Santa Croce y el año 2014 intercambia su derecho de A2 con el de Superlega de la Tonno Callipo Vibo Valentia.
En la temporada 2019-20 participa por primera vez en una competición europea llegando hasta la semifinal de la Challenge Cup antes que esta fuera suspendida por causa de la pandemia de Covid. Por fin el año siguiente consigue ganar la copa derrotando los turcos del Ziraat Ankara en la doble final: tras la victoria por 3-2 en el partido de ida el equipo entrenado por Roberto Piazza repite resultado en la vuelta en Turquía, levantando el primer título en la historia del club.

## Palmarés
- Challenge Cup  (1)

2020-21